# Jasmund

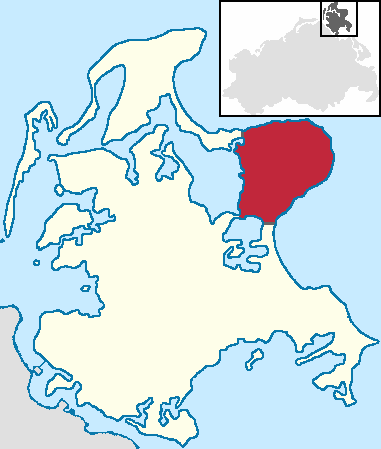
Jasmund på ön Rügen.

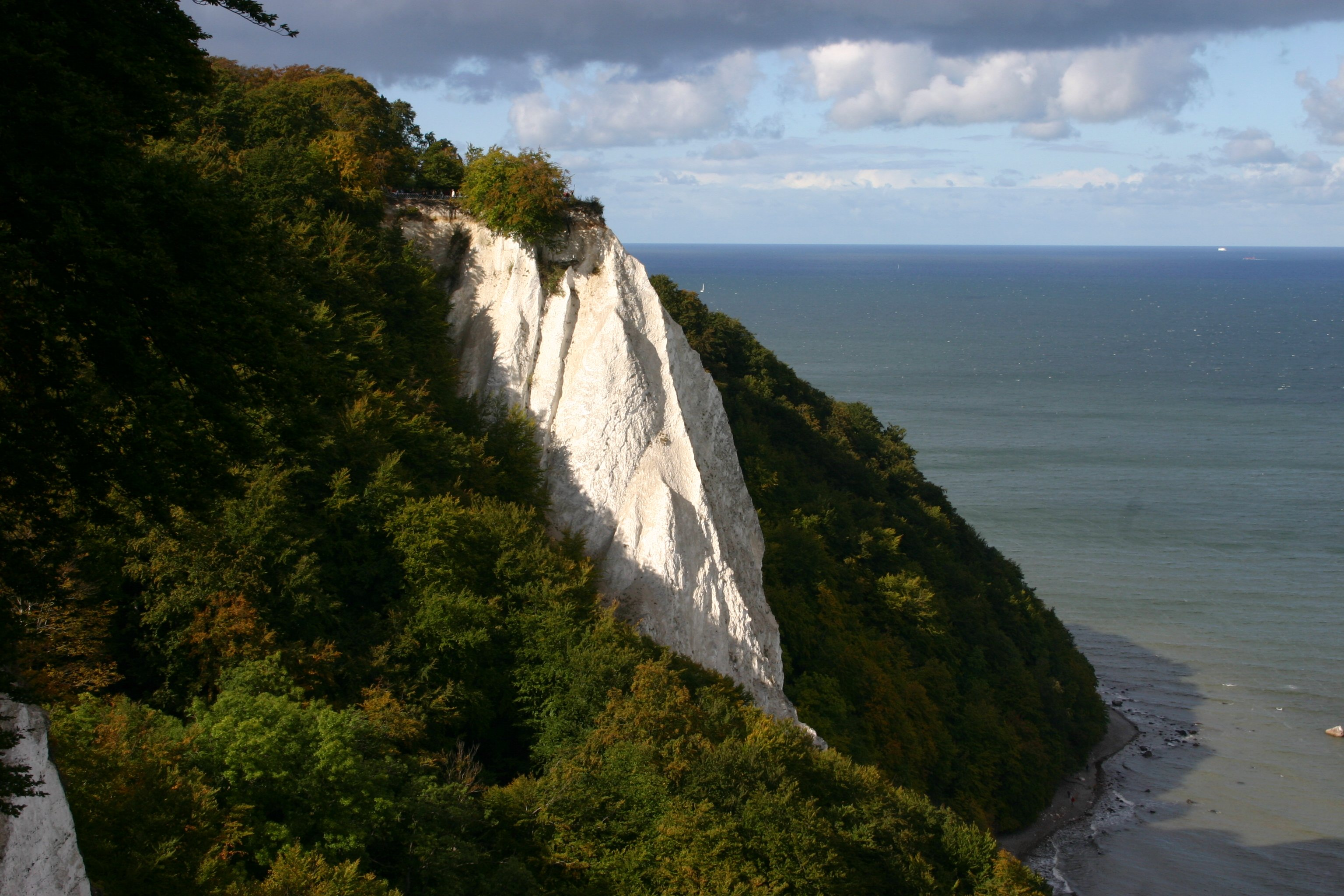
Klippan Königsstuhl

Jasmund är en halvö på nordöstra delen av Rügen i södra Östersjön norr om förbundslandet Mecklenburg-Vorpommern. Den är förenad med den mindre halvön Wittow i norr. Sydväst om halvön förbinds Jasmund med Lietzow på huvudön Muttland med en järnvägs- och vägdamm. Från Sassnitz-Mukran förbinds Jasmund via landtungan Scmaale Heide med Prora-Binz. Jasmund är känt för sina höga kalkstensklippor som är en del av Jasmunds nationalpark.